# Langel (Wolfhagen)
Koordinaten: 51° 20′ 1″ N, 9° 10′ 53″ O
Langel oder Langeln ist eine Wüstung in der Gemarkung der Stadt Wolfhagen im nordhessischen Landkreis Kassel. Die Siedlung wurde vermutlich im 13. Jahrhundert aufgegeben, als ihre Bewohner ins nahe Wolfhagen umzogen.

## Geographische Lage
Die Siedlung befand sich etwa 400 m nördlich und östlich der hier einen scharfen Bogen von Westen nach Norden beschreibenden Trasse der Bahnstrecke Volkmarsen–Vellmar-Obervellmar und damit des Gewerbegebiets im Nordosten der Kernstadt Wolfhagen, auf 244 m Höhe über NHN östlich der Landsberger Straße (Kreisstraße K 94) und nördlich des Mühlenwassers, bevor dieses kurz darauf, östlich der Wüstung, den von Westen herankommenden Dusebach aufnimmt. Unweit westlich, und westlich der K 94, befindet sich der Hof Hauser, eine ehemalige Mühle, Nachfolgebau der 1258 erstmals erwähnten ehemaligen Langelmühle (51° 20′ 1″ N, 9° 10′ 44″ O).

## Geschichte
Der Heimatforscher Gustav Siegel (1861–1931) vertrat 1929 die Meinung, Langel und ebenso Gran seien Gründungen chattisch-sächsischer Bauern gegen Ende des 4. Jahrhunderts gewesen; wahrscheinlicher jedoch ist, dass der Ort erst im 8. Jahrhundert besiedelt wurde. Die schriftliche Ersterwähnung des Orts findet sich im Jahre 1015 als Langal and Lanchel; laut Landau jedoch erst 1074. Danach erfolgten zahlreiche Vermerke hinsichtlich Grundbesitz und Feudalabgaben, mit verschiedenen geistlichen und weltlichen Herren als Inhabern dieser Rechte. So bestätigte Erzbischof Siegfried I. von Mainz im Jahre 1081 dem Kloster Hasungen den Besitz von einer Manse in Langel. 1151 bestätigte der Mainzer Erzbischof Heinrich dem Kloster den Erwerb eines Guts (praedium) in Nieheim, das es gegen fünf Äcker in Langel und vier Hufen in Gasterfeld von Adelung von Gasterfeld eingetauscht hatte.
Nach dem Ort nannte sich im 13. Jahrhundert ein wohl nur örtlich bedeutendes Rittergeschlecht, um 1200 mit Wicbert von Langel erstmals erwähnt, das nach 1301 nach Zierenberg übersiedelte. Ein Volkmar de Lanchele und seine vier Söhne sind 1268 als Verkäufer von Besitz in Langele erwähnt, und ein Thilo von Langele war 1301 Schöffe in Wolfhagen.
Ab der Mitte des 13. Jahrhunderts ist auch eine Zersplitterung der örtlichen Besitz- und Einkommensrechte bemerkbar, die allerdings schon früher eingesetzt haben mag, ohne bisher dokumentarisch fassbar zu sein. Die ehemaligen Bewohner des Dorfs waren wohl, ebenso wie die anderer Weiler in der nahen Umgebung, in die von den Ludowinger Landgrafen von Thüringen im ersten Quartal des 13. Jahrhunderts gegründete und befestigte Stadt Wolfhagen umgesiedelt, und in Langel bestand neben der Mühle und einem Meierhof nur noch die Feldmark, deren Teile nun praktisch zur Verfügungsmasse wechselnder Rechtsinhaber wurden. Im Jahre 1255 sind die Gebrüder von Helfenberg, Söhne des Eberhard II. von Helfenberg und Nachkommen derer von Gasterfeld, als Eigentümer von ererbtem Grundbesitz in Langeln (und in Mühlhausen, Viesebeck, Viesebeckerhagen, Gasterfeld, Sarwardinghausen und Bodenhausen) beurkundet, als sie diesen Besitz untereinander teilten. 1258 verkauften Abt Bruno und der Konvent des Klosters Hasungen die Mühle in Langeln nach Waldrecht an Schultheiß, Burgmannen, Ratsherren und Bürger der Stadt Wolfhagen; dies war die erste Erwähnung der Mühle, die später als Langelinmühle und Lange Mühle bezeichnet wurde. 1263 teilten die Brüder von Helfenberg ihren Besitz in Langel und dem nahen Fridegossen untereinander. 1264 verkaufte Heinrich von Schachten die ihm zustehende Hälfte des Meierhofs in Langel an das Damenstift Neuenheerse, dessen Erbkämmerer er war. Der Pleban Hermann von Blumenstein schenkte 1266 seine Äcker in Langel der Wallfahrtskirche auf dem Schützeberg. 1269 traten Graf Otto II. und sein Sohn Albert V. von Everstein die Rechte an ihrem mainzischen Lehen in Langel an den Marienaltar der Pfarrkirche in Wolfhagen ab. Und ab 1270 hatte auch das Kloster Hardehausen durch eine Schenkung des Eckhard von Helfenberg Besitz in Langel.
Im Jahre 1326 resignierte Heinrich von Rodersen u. a. den halben Zehnten zu Langel an den Kölner Erzbischof Heinrich II.; seiner Bitte, damit den Grafen Heinrich IV. von Waldeck zu belehnen, kam der Erzbischof im Jahr darauf auch nach. Von 1332 bis 1344 hielt der Schultheiß Konrad von Helmern den halben Zehnten in Langel von Graf Heinrich IV. von Waldeck zu Lehen. Im Jahre 1336 trugen die Brüder Friedrich, Werner, Rudolph und Johann von Helfenberg insgesamt 17 Hufen zu Langel, Alveringhausen, Bodenhausen, Vormedehausen, Gran und Engelbrachtessen, ihre Vogtei in Höhnscheid sowie die Gerichtsbarkeit, die Kapelle und die Holzmark in Viesebeck und Viesebeckerhagen dem hessischen Landgrafen Heinrich II. zu Lehen auf. 1343 verlieh Abt Dietrich von Hasungen einen Hof in Langele zu Landsiedelrecht dem Edelknecht Rudolf (IV.) von Helfenberg.
Im Jahre 1409 verbriefte Rudolf V. von Helfenberg, landgräflicher Burgmann zu Wolfhagen und letzter männlicher Spross derer von Helfenberg, auf Druck des Landgrafen Hermann II. diesem den Heimfall aller seiner Allodien und landgräflichen Lehen nach seinem Tod, der 1414 erfolgte; darunter waren auch Ländereien in Langel, die er als hessisches Lehen innehatte. Nach der in Hessen 1526 eingeführten Reformation und der damit verbundenen Säkularisation der Klöster ging der Zehnt in Langel an die Landgrafen, die ihn 1554 für 1200 rheinische Goldgulden an Georg von der Malsburg verkauften.
Im 16. Jahrhundert werden dann nur noch die Mühle und der in deren Nähe gelegene Meierhof bzw. Spitalshof oder Siechenhof erwähnt. Die von Johann Georg Schleenstein in den Jahren 1705–1710 gefertigte sogenannte „Schleensteinkarte“ der Landgrafschaft Hessen-Kassel nennt dort die Lange Mühle und einen Siechenhof. Letzterer wird 1417 erstmals urkundlich erwähnt, hatte wohl wie viele Leprosorien seine eigene Kapelle am Koppelberg und ist 1796 als zerfallen bekundet.

## Heutige Nutzung
Die ehemalige Langelmühle wird seit 2001 von der „Hof Hauser Arbeitsgemeinschaft für Menschenbildung, Sozialkunst und Landbau“ als Kleinstlandwirtschaft betrieben. Auf etwa 6 ha bewirtschaftetem Land (Weiden, Wald und Garten) produzieren, verarbeiten und nutzen mehrere Erwachsene und eine kleine Anzahl von im Rahmen einer Jugendhilfeeinrichtung dort lebenden Jugendlichen in einer Lebensgemeinschaft mit einer kleinen Ziegen- und Schafherde, Eseln, Pferde sowie Gänsen, Enten und Hühnern landwirtschaftliche Produkte.